# Collegio Lorenzo Valla
Il Collegio Lorenzo Valla è un collegio universitario misto gestito dall'EDiSU, ente strumentale dell'Università di Pavia dedicato all'omonimo filologo. Ospita 84 studenti iscritti a qualsiasi corso di laurea. Il motto è Transeant nomina ne memoria deficiat.

## Storia
La storia del Collegio ha origine nella seconda metà degli anni trenta (1936-1938) quando emerse il problema della inadeguatezza della Casa dello Studente allora esistente, sita in Piazza Italia, e la necessità di realizzare un edificio più ampio in grado di ospitare anche gli impianti sportivi. La decisione di collocare la nuova Casa dello Studente in prossimità del Ponte dell'Impero (oggi Ponte della Libertà) appena inaugurato da Mussolini il 3 novembre del 1936 rispondeva contemporaneamente ad una logica di contenimento dei costi (la zona allora era periferica), ad una logica di valorizzazione di un'area della città particolarmente significativa sul piano simbolico per il regime (tra il Ponte dell'Impero e il Viale dell'Impero), nonché ad una logica di immediato accesso al fiume Ticino che favoriva la pratica del canottaggio. Il progetto venne affidato a Giovanni Togni e Gian Mario Carena. 
Risale a quell'epoca l'edificio principale del Collegio sito in Viale della Libertà (allora Viale dell'Impero), realizzato nel tipico stile architettonico razionalista e nel quale sono ancora oggi collocati la palestra, la biblioteca e le sale comuni.
Nel 1937-38 il regime fascista costituì una fondazione con lo scopo di realizzare un Nuovo Collegio Universitario, il Collegio Principe di Piemonte, da affiancare agli storici Collegio Borromeo e Collegio Ghislieri. Il progetto, che prevedeva inizialmente il raddoppio della Casa dello Studente, venne realizzato solo parzialmente con la costruzione di un secondo fabbricato sul Lungo Ticino (in quanto i fondi inizialmente destinati alla costruzione del collegio vennero stornati per finanziare la partecipazione militare italiana alla Guerra di Spagna). L'edificio venne adibito a sede del GUF (gruppo universitario fascista).
Nel 1954 il collegio venne completato come Casa dello Studente, per soli studenti maschi nell'ambito del grande programma di rilancio dell'Università di Pavia e della sua vocazione collegiale voluto dal Magnifico Rettore Plinio Fraccaro che ha condotto all'istituzione del Collegio Cairoli nel 1948, del Collegio Castiglioni-Brugnatelli nel 1954 e del Collegio Plinio Fraccaro, che prenderà il suo nome in seguito alla sua prematura scomparsa. Nell'anno accademico 1984/1985 la struttura è stata rilanciata con la trasformazione in Collegio misto intitolato a Lorenzo Valla. Nello scalone d'onore del Collegio è stata collocata una copia della lapide in marmo identica a quella esposta nel passaggio centrale dell'Università che ricorda il periodo pavese di Lorenzo Valla.
Fino al 19 Novembre 2013 il Rettore del Collegio è stato Guglielmino Cajani. 
| Anno | Denominazione                 |
| ---- | ----------------------------- |
| 1938 | Collegio Principe di Piemonte |
| 1954 | Casa dello studente           |
| 1985 | Collegio Lorenzo Valla        |

## Musica
Il Collegio Lorenzo Valla si caratterizza per la sua tradizionale vocazione musicale.
Nel 1987 è stata fondata la Corale Universitaria Lorenzo Valla che, dal settembre del 2000, in coincidenza con l'arrivo alla direzione artistica di Francesco Mocchi, si è concentrata con sempre più convinzione nella direzione del Gospel dando vita a LV Gospel Project.
Nel 1989 due studenti del collegio Luca Bardi e Franco Gerevini hanno dato vita alla Orchestra Accademica Camerata de' Bardi, attualmente diretta da Nicolas Bisson, che nel 2014 ha festeggiato i 25 anni di attività.